# Nightwatch – Nachtwache
Nightwatch – Nachtwache (Originaltitel Nattevagten) ist ein Thriller von Autorenfilmer Ole Bornedal. Der dänische Film war 1994 ein Überraschungserfolg und markierte den Durchbruch für Hauptdarsteller Nikolaj Coster-Waldau. Im Jahr 1997 inszenierte Bornedal das US-amerikanische Remake Freeze – Alptraum Nachtwache mit Ewan McGregor in der Hauptrolle. Am 14. Dezember 2023 kam die Fortsetzung Nightwatch: Demons Are Forever in die dänischen Kinos, erneut unter der Regie von Bornedal und mit den Darstellern Coster-Waldau sowie Kim Bodnia und Ulf Pilgaard.

## Handlung
Um sein Studium zu finanzieren, übernimmt der Student Martin von einem alten Mann den Job des Nachtwächters in der Kopenhagener Gerichtsmedizin. Bei seinen nächtlichen Rundgängen ist ihm unwohl. Sein Freund Jens stachelt ihn zu Mutproben an, bei denen es in einem Restaurant auch zu Oralsex mit der Prostituierten Joyce kommt, von der er erfährt, dass in der Szene ein Serienmörder unterwegs ist, der seine Opfer skalpiert. Als eines der Opfer in der Gerichtsmedizin liegt, lernt Martin Inspektor Wörmer kennen, der es untersucht. Als Martin die Leiche später außerhalb der Leichenhalle entdeckt, benachrichtigt er den diensthabenden Arzt, bei dessen Erscheinen die Leiche sich wieder an ihrem ursprünglichen Ort befindet. Man hält Martin fortan für psychotisch. Als man eine andere Leiche umgedreht auf dem Bauch vorfindet und auch noch in einer Ecke Sperma von Martin entdeckt, hält man ihn zudem für nekrophil. Nachts zuvor hatte er Sex mit seiner Freundin Kalinka. Als Kalinka vom Oralsex mit Joyce erfährt, sucht sie Joyce in ihrer Wohnung auf. Dort findet sie nur ihre Leiche. Als Kalinka merkt, dass der Mörder noch in der Wohnung ist, flieht sie, ohne zu merken, dass es sich um Inspektor Wörmer handelt, der die Finger der Toten in ihr Blut taucht, um damit Martins Namen aufs Kopfkissen zu schreiben.
Martin findet heraus, dass Inspektor Wörmer sein Vorvorgänger als Nachtwächter war, jedoch wegen Nekrophilie entlassen wurde. Wörmer taucht in der Gerichtsmedizin auf und erklärt ihn für verhaftet. Kalinka will Martin warnen. Als sie in der Gerichtsmedizin auftaucht, schlägt er Wörmer gerade mit einem Baseballschläger, den er zu seiner Sicherheit immer bei sich trägt, zu Boden. Wörmer schreit: „Er ist wahnsinnig geworden“ und rennt aus der Leichenhalle, Kalinka rennt hinter ihm her in einen anderen Raum. Wörmer schließt die Tür ab und überwältigt zuerst Kalinka und auch noch Martin, der sich Zugang verschafft hat. Als Martins Freund Jens mit einem Polizisten eintrifft, erschlägt Wörmer den Polizisten und kettet Jens mit Handschellen an eine Metallleitung. Jens schneidet einen Teil seiner Hand ab, um sich zu befreien. Er greift sich die Pistole des toten Polizisten und schießt Wörmer nieder, der sich bereits mit Chirurgenwerkzeug an Kalinka und Martin zu schaffen macht. Am Ende erleben wir die Doppelhochzeit von Martin und Kalinka sowie Jens und Lotte. Bevor der Pastor eintrifft, fragt Martin Jens, ob er sich trauen würde, im entscheidenden Moment Nein zu sagen. Tatsächlich sagt Jens Nein, als der Pastor ihn versehentlich fragt, ob er Kalinka heiraten will. Der Film endet mit Gelächter und munterer Orgelmusik in der Kirche.

## Hintergrund
| Figur            | Darsteller             | Deutscher Sprecher |
| ---------------- | ---------------------- | ------------------ |
| Martin           | Nikolaj Coster-Waldau  | Johannes Berenz    |
| Kalinka          | Sofie Gråbøl           | Alexandra Wilcke   |
| Jens             | Kim Bodnia             | Torsten Michaelis  |
| Joyce            | Rikke Louise Andersson | Katrin Zimmermann  |
| Inspektor Wörmer | Ulf Pilgaard           | Joachim Kerzel     |

Das Foto, auf das im Film angespielt wird, zeigt Lewis Powell, einen der Mitverschwörer des Lincoln-Attentäters John Wilkes Booth.
Ein großer Teil des Soundtracks, wie auch die von Martin selbst gespielte Musik, stammt vom Album Glamourpuss (1993) der dänischen Punk-Band Sort Sol.

## Auszeichnungen
Bodil 1995
- Bodil in der Kategorie Beste Beste Nebendarstellerin für Rikke Louise Andersson
- Nominierung in der Kategorie Bester Hauptdarsteller für Nikolaj Coster-Waldau

Brussels International Fantastic Film Festival 1995
- Pegasus für Ole Bornedal

Fantafestival 1995
- Preis in der Kategorie Bester Film für Ole Bornedal
- Preis in der Kategorie Beste Schauspielerin für Rikke Louise Andersson

Fantasporto 1995
- Nominierung für den International Fantasy Film Award in der Kategorie Bester Film für Ole Bornedal

Robert 1995
- Robert in der Kategorie Bester dänischer Film für Ole Bornedal
- Robert in der Kategorie Beste Nebendarstellerin für Rikke Louise Andersson
- Robert in der Kategorie Bester Nebendarsteller für Kim Bodnia
- Robert in der Kategorie Bester Schnitt für Camilla Skousen
- Robert in der Kategorie Beste Maske für Michael Sørensen

## Kritik
Nightwatch erhielt ein gutes Presseecho. So erfasst der US-amerikanische Aggregator Rotten Tomatoes mehrheitlich wohlwollende Besprechungen und ordnet den Film dementsprechend als „Frisch“ ein.

„Dem dänischen Regisseur Ole Bornedal gelang mit seinem Debütfilm ein packender, atmosphärisch dicht inszenierter Thriller mit vielen Horrorelementen. Der Zuschauer wird hier ständig auf falsche Fährten geführt. Außerdem besticht das Werk durch eine kräftige Prise schwarzen Humors. In seinem Herkunftsland avancierte Nightwatch zum erfolgreichsten Film des Jahres und verwies selbst Mega-Hits wie Philadelphia und Schindlers Liste auf die Plätze.“

„Stimmungsvoll und stilsicher inszenierter Horrorfilm mit einem alptraumhaften Showdown, der seine Spannung weniger aus vordergründigen Schockeffekten als aus der Entwicklung der Charaktere und ihrem Verhalten aufbaut. Für Freunde des Genres.“

„Trotz kleinem Budget, Untertiteln und Stimmen, die irgendwie an den Koch der Muppets erinnern, bekommt man heftiges Muffensausen, denn Regisseur und Darsteller verstehen ihr Handwerk. Bornedal holt alles heraus aus seinem makaberen Schauplatz voller langer, schauriger Korridore und dunkler, bedrohlicher Räume, die entweder von Finsternis durchflutet oder von einer flackernden Leuchtstoffröhre erhellt werden. Der Neuling Waldau bringt die anschwellende Angst gut zum Ausdruck und Pilgaard ist genauso gut als grimmiger, unnachgiebiger Polizei-Inspektor.“